# Zhao Zong-Yuan
Dans ce nom chinois, le nom de famille, Zhao, précède le nom personnel.
Zhao Zong-Yuan est un joueur d'échecs australien né le 28 juin 1986 à Pékin. Grand maître international depuis 2008, il a remporté le championnat d'Australie et le Grand Prix d'échecs d'Australie en 2010 et deux championnats d'Océanie (en 2007 et 2011).
Au 1er août 2016, il est le numéro un australien avec un classement Elo de 2 550.

## Biographie
Zhao Zong-Yuan est né à Pékin en Chine et a grandi à  Coffs Harbour en Australie. Il est diplômé de l'Université de médecine de Sydney.

## Carrière aux échecs
Grâce à sa victoire au championnat open d'Australie en 2007 puis au championnat d'Océanie (tournoi zonal) en 2007,  Zhao Zong-Yuan s'est qualifié pour la coupe du monde d'échecs 2007 à Khanty-Mansiïsk où il fut éliminé au premier tour par Magnus Carlsen. En 2011, il remporta une seconde fois le championnat d'Océanie (tournoi zonal) et participa à la coupe du monde d'échecs 2011 de Khanty-Mansiïsk où il fut à nouveau éliminé au premier tour par Ievgueni Tomachevski.
Il a représenté l'Australie lors de cinq olympiades (en 2000, 2004, 2006, 2008 et 2010).